# Randy Rhoads
Randall William Rhoads (Santa Mônica, 6 de dezembro de 1956 — Leesburg, 19 de março de 1982) foi um guitarrista norte-americano famoso pela participação nos álbuns Blizzard of Ozz e Diary of a Madman com Ozzy Osbourne. Foi considerado o 36º melhor guitarrista da história em enquete da revista norte-americana Rolling Stone.

## Biografia
Randall William Rhoads nasceu em 6 de dezembro de 1956 em Santa Mônica, Califórnia. Ele era o mais novo em uma família na qual se respirava música. Sua mãe, Delores, tinha uma escola de música de sucesso. Kelle, seu irmão, era baterista e cantor. Kathy, sua irmã, tocava violão. Seu pai, que deixou a família quando Randy tinha apenas 17 meses de vida, era professor de música em escolas públicas.
Delores ensinou Randy a ler partituras e, segundo Kelle, foi responsável por mudar uma política da Universidade da Califórnia em Los Angeles segundo a qual mulheres não podiam sentar na primeira estante da seção de metais. O breve instrumental "Dee", escrito e executado por Randy no primeiro disco solo de Ozzy Osbourne, Blizzard of Ozz, é uma homenagem a ela.
O primeiro instrumento de Rhoads foi um antigo violão Gibson, herança de seu avô. Com sete anos de idade ele ganhou sua primeira guitarra: uma Harmony semi-acústica. Mais tarde, seu irmão levou-o a um concerto do Alice Cooper, e logo Randy percebeu o que queria em sua vida: ser guitarrista de heavy-metal.

## Carreira
Aos treze anos ele formou pequenas bandas e, aos quinze, começou a dar aulas na escola de sua mãe, tornando-se um professor muito requisitado. A carreira de Rhoads decolou em 1973, quando ele entrou no Quiet Riot. Seu carisma e talento na guitarra garantiram-lhe uma legião de fãs locais. Nessa época ele começou a usar sua Flying V preta com acabamento de "bolinhas" brancas, construída por Karl Sandoval. Ele também tocava muito sua Gibson Les Paul 1974 cor creme, a qual virou uma de suas marcas registradas.
O guitarrista participou dos dois primeiros álbuns da banda: Quiet Riot I e Quiet Riot II. Ozzy Osbourne começou a realizar testes em Los Angeles para encontrar um guitarrista para sua banda. Ele procurava alguém com estilo único e estava tendo muitas dificuldades para encontrá-lo. Ozzy ouviu diversos músicos e já estava sem esperanças de achar o guitarrista certo quando resolveu dar chance a um último músico. Rhoads estava relutante em fazer o teste, mas mesmo assim dirigiu-se ao quarto do hotel onde Ozzy estava hospedado. Ligou sua guitarra em um amplificador de estudo e iniciou seu aquecimento. Apenas começou a afinar a guitarra e Ozzy Osbourne percebeu na hora que havia encontrado a pessoa certa, com estilo próprio.
Randy gravou os dois primeiros discos de Ozzy, Blizzard of Ozz de 1980 e Diary of a Madman de 1981, e apesar da bem sucedida carreira, tinha ideias de deixar o grupo e dedicar-se à ter aulas de música erudita e a lecionar. Joe Holmes, guitarrista que tocou com Ozzy na turnê do álbum Ozzmosis de 1995 foi um de seus alunos.

## Morte

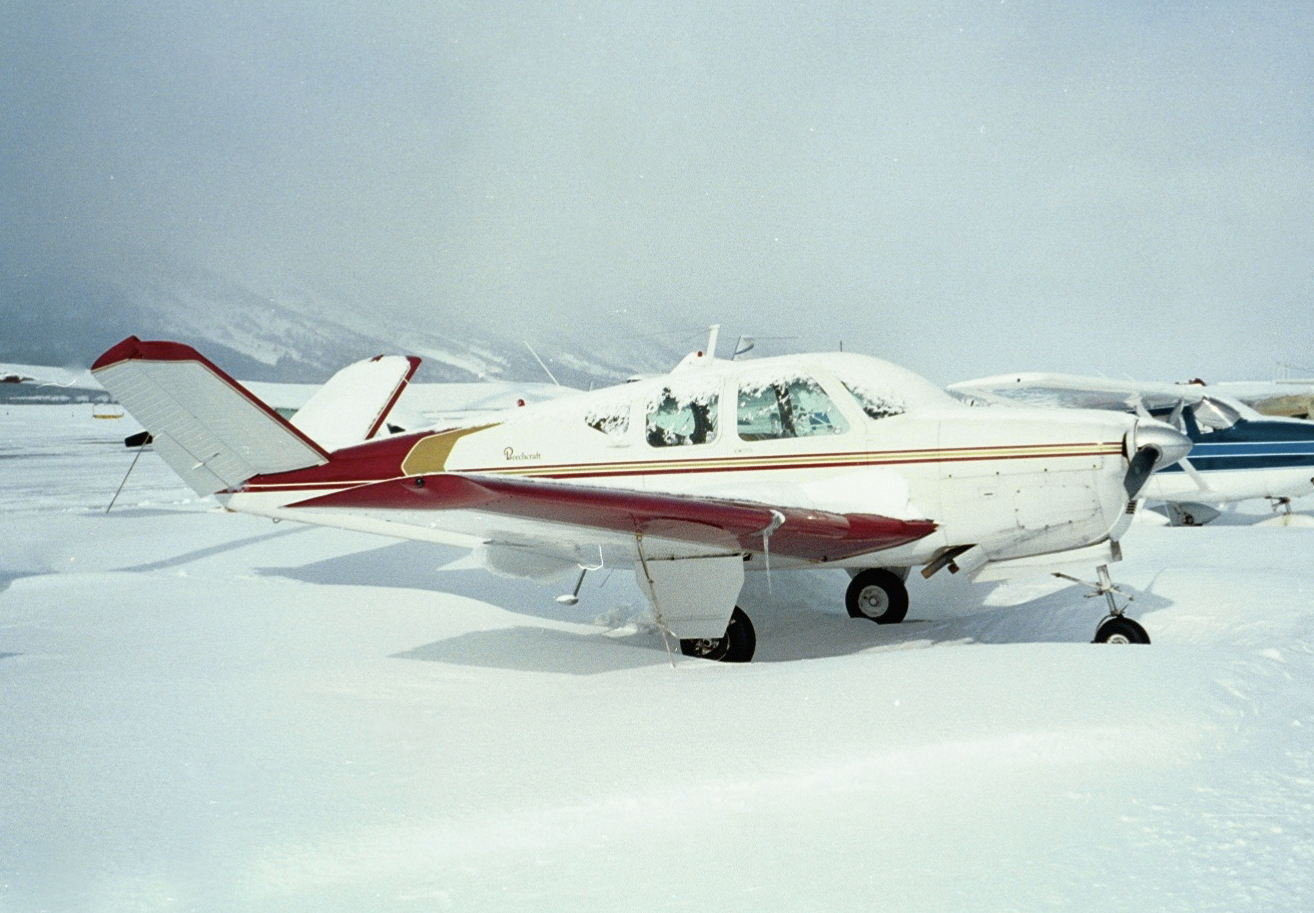
Um Beechcraft Bonanza modelo H35 de 1957, muito semelhante ao modelo de 1955 no qual Randy Rhoads faleceu.

Em 19 de março de 1982 Randy Rhoads morreria, aos 25 anos. No dia anterior, a banda de Ozzy tocou no Civic Coliseum em Knoxville, Tennessee (EUA) e dali iriam para Orlando (Florida) tocar no "Rock Super Bowl XIV" com as bandas Foreigner, Bryan Adams e UFO. A caminho de Orlando, passaram pela casa do motorista do ônibus, Andrew Aycock, que vivia em Leesbur (Florida) em Flying Baron Estares. O lugar consistia de três casas, um galpão para avião e uma pista de pouso, cujo dono era Jerry Calhoun. Andrew Aycock precisava de umas peças sobressalentes e pensou em parar ali. Andrew Aycock, que tinha dirigido a noite toda, desde Knoxville, e era piloto, talvez para ser gentil, pegou o avião sem permissão e levou o tecladista Don Airey e o empresário Jat Duncan para dar umas voltas. O certificado médico de Andrew tinha expirado, portanto sua licença para voar não era válida.
Perto das 9 horas, Andrew deixou os dois passageiros e convidou Randy Rhoads e Rachel Youngblood (maquiadora) para dar umas voltas. O avião voava baixo e passava zunindo perto do estacionamento onde estava o ônibus, talvez para brincar com o pessoal. Há pouco tempo o piloto havia passado por um divórcio sórdido. Acredita-se que quando a ex-esposa dele entrou no ônibus, ele voou na direção do mesmo. Passaram três vezes. Na quarta, a asa esquerda do avião raspou no teto do ônibus, bateu num pinheiro e caiu na garagem de Jerry Calhoun explodindo e destruindo tudo. Ozzy Osbourne, Tommy Aldrige, Rudy Sarzo e Sharon Arden, que tinham acordado com o primeiro impacto, achavam que se tratava de um acidente na estrada. Wanda Aycock e Don Airey, atônitos, tinham testemunhado tudo. Ozzy ainda correu para prestar socorro. Ele entrou na casa, que estava em chamas, e salvou um homem, mas infelizmente Randy estava morto. O show em "Rock Super Bowl XIV" foi cancelado e os promotores devolveram os ingressos.

## Virtuosismo e influência
Apesar da sua pouca idade e dos poucos trabalhos gravados, Randy Rhoads é considerado como sendo um dos maiores guitarristas de todos os tempos. Rhoads esteve em muitas capas de revistas e influenciou muitos guitarristas, incluindo Yngwie Malmsteen, Dimebag Darrell, Frank Hannon, Doug Aldrich, John 5, Steve Vai, Jake E. Lee, Zakk Wylde, Kirk Hammett, Kiko Loureiro, Michael Romeo, John Petrucci, John Frusciante, Tom Morello, Joe Holmes, Neal Grusky (Takara), Michael Angelo Batio, Brad Gillis, George Lynch, Synyster Gates, Alexi Laiho, Luke Fortini, Mick Thomson, Paul Gilbert, Buckethead, DJ Ashba, Richie Faulkner, e Mike McCready.

## Equipamentos
Rhoads utilizava um setup simples, com um pequeno conjunto de guitarras, efeitos e amplificadores. Randy usava cordas GHS 0.11.

### Guitarras

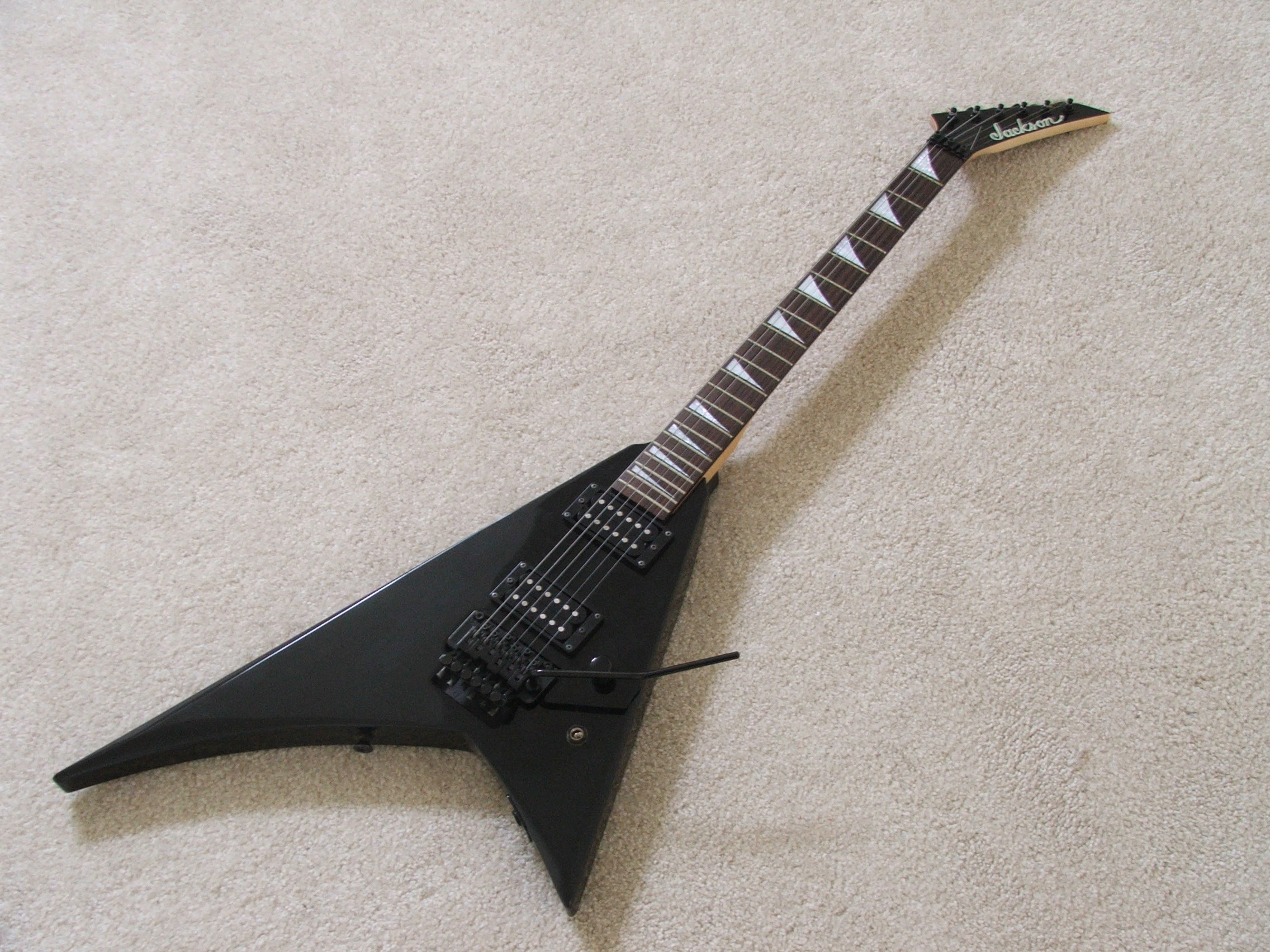
O modelo de guitarra Jackson Randy Rhoads, chamado Original SIN, criado a pedido do guitarrista.

- Gibson Off White 1974 Les Paul Custom
- Karl Sandoval Polka Dot Flying V
- Jackson Black Rhoads com ponte fixa
- Jackson White Concorde, Jackson Randy Rhoads model

### Efeitos
- Dunlop Cry Baby Wah[15]
- Roland RE-201 'Space Echo'
- Korg echo[15]
- MXR:
- Distortion +[15][16]
- EQ[15]
- Flanger[15]
- Chorus[15]

### Amplificadores
- Marshall Three 100W 1959SLP Branco, com uma modificação de ganho adicionada pela Marshall
- Marshall Model 1960A, todos com autofalantes Altec 417-8H
- Cabeçote Peavey Standard (quando tocava com o Quiet Riot)

## Discografia

### ComQuiet Riot
- 1978 — Quiet Riot
- 1978 — Quiet Riot II
- 1993 — The Randy Rhoads Years

### ComOzzy Osbourne
- 1980 — Blizzard of Ozz
- 1980 —  Mr Crowley Live EP
- 1981 — Diary of a Madman
- 1987 — Tribute to Randy Rhoads
- 2011 — Ozzy Live (Disc 2 do Diary Of A Madman Legacy Edition) (2011)